# La tempesta perfecta
La tempesta perfecta (títol original en anglès: The Perfect Storm) és una pel·lícula del 2000 dirigida per Wolfgang Petersen i protagonitzada per George Clooney, Mark Wahlberg, William Fichtner, Diane Lane, Karen Allen i Mary Elizabeth Mastrantonio. És una adaptació de la novel·la homònima de Sebastian Junger. La pel·lícula es va doblar al català.

## Argument
La història, basada en fets reals, tracta sobre una colla de pescadors de peixos-espasa de la localitat de Gloucester, Massachusetts, EUA, durant la dècada dels 90.
El vaixell Andrea Gail té com a tripulants un reguitzell de personatges contraposats però companys entre si a l'hora d'enfrontar-se a les dificultats. En Billy Thyne (George Clooney) és el capità que encapçala aquest conjunt variat de tripulants, i és força respectat per la seva tripulació.
El negoci del peix-espasa no va gaire bé, el mercat exigeix més demanda i, per tant, el capità Thyne decideix sortir de les tradicionals aigües de pesca als afores de l'illa Sable, en una zona dominada per Flemish Cap, un lloc molt llunyà, però on sap que pot omplir els magatzems del vaixell amb peixos-espasa.
La navegació no té cap obstacle, en tranquil·litat, però sense que ells no ho sospitin, es formen dues monstruoses tempestes, una d'origen fred en el continent i una altra d'origen calent prop de l'illa, i la fusió de totes dues desencadena una supertempesta monstruosa que s'interposa entre lAndrea Gail i Gloucester. Mentre l'Andrea Gail omple els magatzems, la tempesta comença a fer estralls amb iots i vaixells contenidors que són flagel·lats per onades de 25 m d'alçada.
El vaixell roman a Flemish Cap amb els magatzems plens a vessar, però el capità rep l'avís per part d'una companya d'una Tempesta del Segle, i la tripulació decideix enfrontar-s'hi. Decideixen fer la volta a l'illa i intentar fugir de la zona perillosa. Quan la tempesta cau al damunt seu, es veuen forçats a demanar ajuda a la guàrdia de la costa, que els respon enviant-los un helicòpter per rescatar-los, però que malauradament s'estavella per falta de combustible. Sols davant del perill, la lluita entre la tripulació de l'Andrea Gail i la força de la natura es preveu èpica.

## Premis i nominacions

### Premis
- 2001. BAFTA als millors efectes visuals per Stefen Fangmeier, Habib Zargarpour, John Frazier, Tim Alexander i Walt Conti

### Nominacions
- 2001. Oscar als millors efectes visuals per Stefen Fangmeier, Habib Zargarpour, John Frazier i Walt Conti
- 2001. Oscar al millor so per John T. Reitz, Gregg Rudloff, David E. Campbell i Keith A. Wester
- 2001. BAFTA al millor so per John T. Reitz, Gregg Rudloff, David E. Campbell, Wylie Stateman, Kelly Cabral i Keith A. Wester